# حوزه انتخابیه سوم اکلاهما
حوزه انتخابیه سوم اکلاهما یک حوزه انتخابیه مجلس نمایندگان آمریکا است که در ایالت اکلاهما قرار دارد.